# Calonectria xantholeuca
Calonectria xantholeuca är en svampart som först beskrevs av Kunze, och fick sitt nu gällande namn av Pier Andrea Saccardo 1878. Calonectria xantholeuca ingår i släktet Calonectria och familjen Nectriaceae.   Inga underarter finns listade i Catalogue of Life.